# Calliergis ramulosa
Calliergis ramulosa är en fjärilsart som beskrevs av Otto Staudinger 1888. Calliergis ramulosa ingår i släktet Calliergis och familjen nattflyn. Inga underarter finns listade i Catalogue of Life.